# Jo O’Meara
Jo O’Meara (właśc. Joanne Valda O’Meara, ur. 29 kwietnia 1979 w Romford) – angielska piosenkarka i aktorka.
Była główną wokalistką w zespole popowym S Club 7. Rozpoczęła solowy singiel po rozpadzie grupy w 2003 roku jednak nie wydała planowanej płyty z powodu pojawienia się w programie Big Brother.

## Wczesne życie
O’Meara urodziła się w Romford we wschodnim Londynie. Jej rodzice to Dave i Barbara, ma również brata i siostrę Shane i Julie.
Dorastała w Row Collier, podmiejskiego osiedla w londyńskiej dzielnicy Havering. Uczyła się w Clockhouse (gimnazjum) a później w szkole Park Bower gdzie najlepsza była w muzyce, śpiewie i tańcu. W 1998 roku O’Meara rozpoczęła swoją karierę muzyczną w hip-hopowej grupie 2-4 Family. Razem ze swoją grupą wydała tylko jeden singiel Stay.